# Governo Helle Thorning-Schmidt I
O Governo Helle Thorning-Schmidt I  foi um governo de minoria, formado a partir das Eleições legislativas dinamarquesas de 2011.

Este governo foi dirigido pela Primeira Ministra Helle Thorning-Schmidt  e integrou o Partido Social-Democrata (SD), a Esquerda Radical (RV) e o Partido Popular Socialista (SF), tendo o apoio parlamentar da Aliança Vermelha e Verde (EL).

Com 92 dos 179 lugares do Folketinget - o Parlamento da Dinamarca - este governo minoritário estava dependente do apoio da Aliança Vermelha e Verde (EL) e de 3 deputados das regiões autónomas da Gronelândia e das Ilhas Feroé.
Com a saída do governo do Partido Popular Socialista (SF), em janeiro de 2014, surgiu o Governo Helle Thorning-Schmidt II, constituído pelo Partido Social-Democrata (SD) e pela Esquerda Radical (RV).

## Composição do Governo
Este governo tem 23 ministros, sendo 11 do Partido Social-Democrata, 6 do Partido Popular Socialista e 6 da Esquerda Radical.
| Pasta                                                                     | Titular                | Partido                    |
| ------------------------------------------------------------------------- | ---------------------- | -------------------------- |
| Primeira Ministra                                                         | Helle Thorning-Schmidt | Partido Social-Democrata   |
| Ministro da Economia e do Interior                                        | Margrethe Vestager     | Esquerda Radical           |
| Ministro das Relações Exteriores                                          | Villy Søvndal          | Partido Popular Socialista |
| Ministro das Finanças                                                     | Bjarne Corydon         | Partido Social-Democrata   |
| Ministra da Justiça                                                       | Morten Bødskov         | Partido Social-Democrata   |
| Ministro da Investigação, da Inovação e do Ensino Superior                | Morten Østergaard      | Esquerda Radical           |
| Ministro dos Assuntos Fiscais                                             | Thor Möger Pedersen    | Partido Popular Socialista |
| Ministro dos Transportes                                                  | Henrik Dam Kristensen  | Partido Social-Democrata   |
| Ministra do Comércio e do Crescimento                                     | Ole Sohn               | Partido Popular Socialista |
| Ministro das Cidades, da Habitação e dos Assuntos Rurais                  | Carsten Hansen         | Partido Social-Democrata   |
| Ministra do Emprego                                                       | Mette Frederiksen      | Partido Social-Democrata   |
| Ministra da Infância e da Educação                                        | Christine Antorini     | Partido Social-Democrata   |
| Ministra da Integração e dos Assuntos Sociais                             | Karen Hækkerup         | Partido Social-Democrata   |
| Ministra da Alimentação, da Agricultura e das Pescas                      | Mette Gjerskov         | Partido Social-Democrata   |
| Ministro do Clima e da Energia                                            | Martin Lidegaard       | Esquerda Radical           |
| Ministro do Comércio e do Investimento                                    | Pia Olsen Dyhr         | Partido Popular Socialista |
| Ministra da Saúde                                                         | Astrid Krag            | Partido Popular Socialista |
| Ministro da Defesa                                                        | Nick Hækkerup          | Partido Social-Democrata   |
| Ministro do Meio Ambiente                                                 | Ida Auken              | Partido Popular Socialista |
| Ministro da Igualdade, dos Assuntos Eclesiásticos e da Cooperação Nórdica | Manu Sareen            | Esquerda Radical           |
| Ministro dos Assuntos Europeus                                            | Nicolai Wammen         | Partido Social-Democrata   |
| Ministro da Cooperação                                                    | Christian Friis Bach   | Esquerda Radical           |
| Ministro da Cultura                                                       | Uffe Elbæk             | Esquerda Radical           |